# Speele
Speele ist ein Ortsteil der Gemeinde Staufenberg im Landkreis Göttingen in Südniedersachsen. Er liegt nordöstlich von Kassel im unteren Fuldatal bei Fulda-Flusskilometer 97,5.

## Geschichte
Am 1. Januar 1973 wurde Speele in die neue Gemeinde Staufenberg eingegliedert.

## Politik

### Ortsrat
Der Ortsrat setzt sich aus neun Ratsfrauen und Ratsherren zusammen.
| Partei | Prozent | Sitze |
| ------ | ------- | ----- |
| SPD    | 64,05   | 6     |
| GfS*   | 35,95   | 3     |

*Wählergruppe „Gemeinsam für Speele“
(Stand: Kommunalwahl am 12. September 2021)

## Verkehr

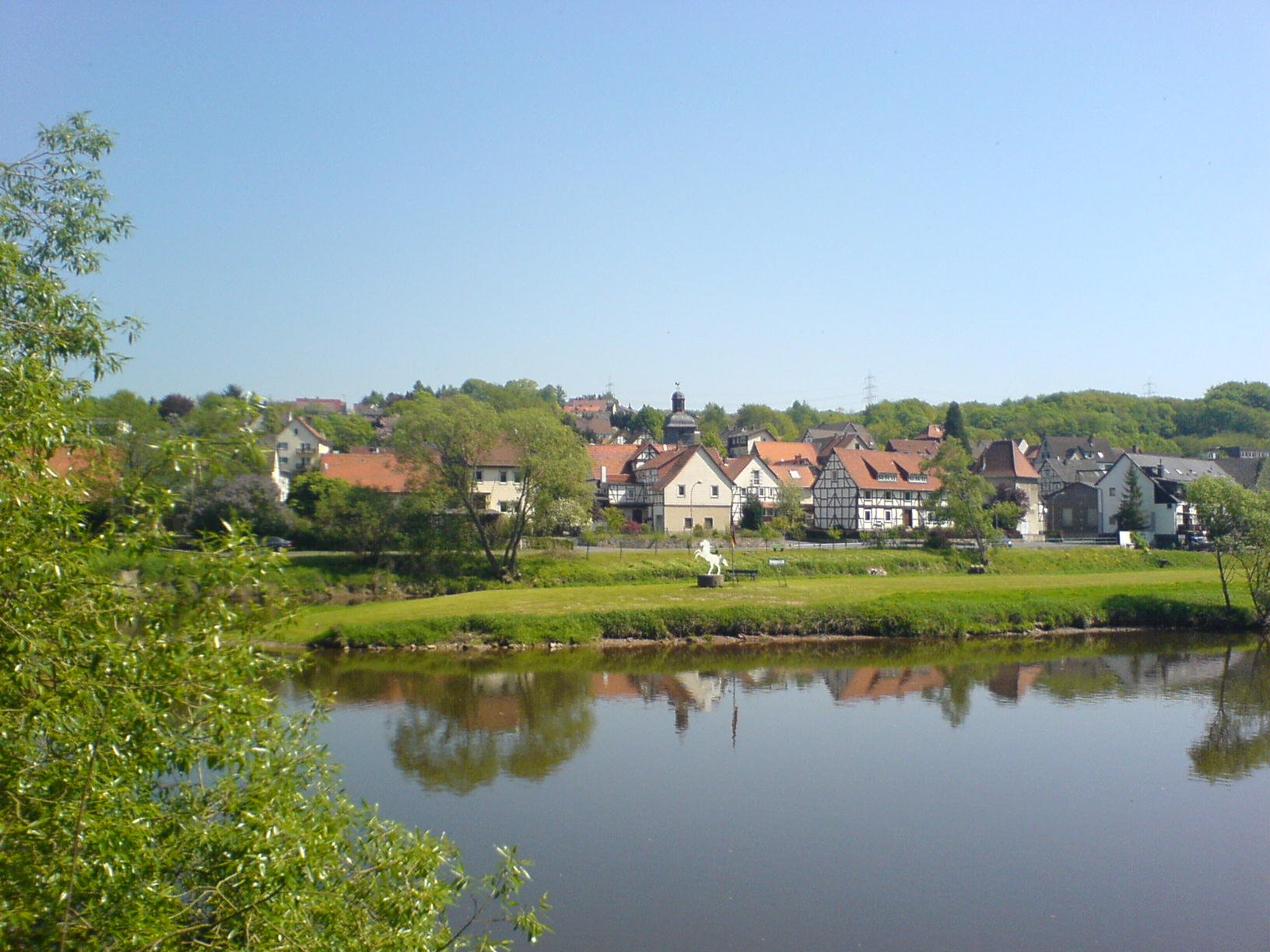
Die Fulda bei Speele

Zum Ort führt von Lutterberg die Kreisstraße 215 – eine Stichstraße, die im Ort endet&. Die nächste Bundesstraße ist die 5,8 km von Speele entfernte B 496 nach Hann. Münden bzw. zur Bundesautobahn 7 in 7,3 km Entfernung. Auf der anderen Fuldaseite verläuft die B 3, es besteht jedoch keine Brücke oder Fähre.
Speele hat einen Haltepunkt an der Hannöverschen Südbahn (Hann Münden – Kassel). Der Haltepunkt liegt in dem Verkehrsverbünden Südniedersachsen (VSN) und dem Nordhessischen Verkehrsverbund (NVV) und im Tarifgebiet „Kassel Plus“ und wird stündlich von Regionalbahnen (RB) bedient. Betreiber seit 2006 ist die Cantus Verkehrsgesellschaft.
| Linie | Verlauf | Takt   |
| ----- | --- | ------ |
| RB83  | Göttingen – Friedland (Han) – Eichenberg – Witzenhausen Nord – Gertenbach – Hedemünden – Hann Münden – Speele – Fuldatal-Ihringshausen – Vellmar-Niedervellmar – Kassel Hbf (fährt im Abschnitt Göttingen – Eichenberg mit RB87 vereinigt) Stand: Fahrplanwechsel Dezember 2021 | 60 min |

## Freizeit und Sport
Der ehemalige Gutshof Wißmannshof ist 1994 zu einem Golfplatz umgestaltet worden.
Der Durchgangswanderweg Studentenpfad berührt den Ort.

## Kultur und Sehenswürdigkeiten

### Bauwerke

#### Friedenskirche
Ein erster Kirchenbau in Speele wird 1264 erwähnt. Der heutige Bau ist aus Feldsteinen errichtet und hat einen Turmaufsatz als Dachreiter, der mit Schiefer verkleidet ist. 
Zur Innenausstattung gehört ein Taufstein aus dem Jahr 1613 und ein Dankstein für den Friedensschluss nach dem Dreißigjährigen Krieg. Ein Kanzelaltar und Seitenemporen wurden bei Renovierungen im 20. Jahrhundert entfernt. Zur Kirche gehören zwei Gemälde des Malers Rudolf Siegmund (1881–1973) der viele Jahre in Speele gelebt hat. Die Kirche ist ein Baudenkmal.

### Grabhügelgruppe
Unweit von Speele, nördlich und nordwestlich des Gutes Wißmannshof, fand man im Waldgebiet auf einer Hochfläche zwischen 220 m und 320 m etwa 19 Grabhügel in großflächiger Streuung zueinander. Untersuchungen des Geländes per Luftbildprojektion legen nahe, dass anhand von zahlreicheren, unscheinbaren Kleinhügel sich im gerodeten Ackergebiet rings um das Gut Wißmannshof ein größerer Bestand nachweisen lässt, dessen Gesamtanzahl 80 Gräber übersteigt. Die Größe der Gräber ähnelt denen, welche in unmittelbarer Nachbarschaft in Spiekershausen gefunden wurden, sie schwanken zwischen 5 m und 11 m Durchmesser und besitzen eine Höhe von 0,20 m bis 1 m. Unter Vorbehalt werden die Gräber auf die ältere Bronzezeit datiert, dies resultiert auch aus dem Fund eines polierten Steinhammers, sowie eines Meißels, die bei der Urbarmachung des Geländes um das Gut Wißmannshof im 19. Jahrhundert zutage traten.

### Handelshafen
Der im Mittelalter gebaute Handelshafen rentierte sich schon im 15. Jahrhundert nicht und versandete auf Grund mangelnder Nutzung.
Heute ist er nur noch als Niedersachseneck bekannt.

## Wappen
Das Ortswappen zeigt drei Salzkristalle und einen Fisch. Die 3 Salzkristalle weisen auf die Salzquellen an der Fulda hin, die früher als Saline genutzt wurden. Der Fisch steht für die Flussfischerei in der Fulda, die ehemals bedeutend war.